# Dudeștii Vechi
Dudeștii Vechi (Hongaars: Óbesenyő, Duits Altbeschenowa, Bulgaars: Стар Бешенов, Banater Bulgaars: Stár Bišnov) is een gemeente in het Roemeense district Timiş en ligt in de regio Banaat in het westen van Roemenië. De gemeente telt 5795 inwoners (2005).

## Geografie
De oppervlakte van Dudeștii Vechi bedraagt 95,64 km², de bevolkingsdichtheid is 61 inwoners per km².
De gemeente bestaat uit de volgende dorpen: Cheglevici, Colonia Bulgară, Dudeștii Vechi.

## Demografie
Van de 5807 inwoners in 2002 zijn 3003 Bulgaren, 2368 Roemenen, 330 Hongaren, 44 Duitsers, 62 Roma.
Het is van oudsher een Bulgaarse enclave met een geschiedenis die teruggaat naar het oude Hongaarse rijk.
Onderstaande figuur toont het verloop van het inwoneraantal vanaf 1880.

## Politiek
De burgemeester van Dudeștii Vechi is Gheorghe Nacov (UBB).

Onderstaande staafgrafiek toont de uitslagen van de gemeenteraadsverkiezingen van 6 juni 2004, naar stemmen per partij. 

## Geschiedenis
In 1238 werd Dudeștii Vechi officieel erkend.
De historische Hongaarse en Duitse namen zijn respectievelijk Óbesenyő en Altbeschenowa.
Balinț · Banloc · Bara · Bârna · Beba Veche · Becicherecu Mic · Belinț · Bethausen · Biled · Birda · Bogda · Boldur · Brestovăț · Cărpiniș · Cenad · Cenei · Checea · Chevereșu Mare · Comloșu Mare · Coșteiu · Criciova · Curtea · Darova · Denta · Dudeștii Noi · Dudeștii Vechi · Dumbrava · Dumbrăvița · Fibiș · Fârdea · Foeni · Gavojdia · Ghilad · Ghiroda · Ghizela · Giarmata · Giera · Giroc · Giulvăz · Gottlob · Iecea Mare · Jamu Mare · Jebel · Lenauheim · Liebling · Lovrin · Margina · Mașloc · Mănăștiur · Moravița · Moșnița Nouă · Nădrag · Nițchidorf · Ohaba Lungă · Orțișoara · Parța · Pădureni · Peciu Nou · Periam · Pietroasa · Pișchia · Racovița · Remetea Mare · Sacoșu Turcesc · Saravale · Satchinez · Săcălaz · Secaș · Sânandrei · Sânmihaiu Român · Sânpetru Mare · Șag · Şandra · Știuca · Teremia Mare · Tomești · Tomnatic · Topolovățu Mare · Tormac · Traian Vuia · Uivar · Valcani · Variaș · Victor Vlad Delamarina · Voiteg